# Meroles
A Meroles  a hüllők (Reptilia) osztályába a  pikkelyes hüllők (Squamata) rendjébe, valamint a gyíkok (Sauria)  alrendjébe és a nyakörvösgyíkfélék (Lacertidae)  tartozó családjába tartozó nem.

## Rendszerezés
A nembe az alábbi 7 faj tartozik:
- Meroles anchietae
- Meroles ctenodactylus
- Meroles cuneirostris
- Meroles knoxii
- Meroles micropholidotus
- Meroles reticulatus
- Meroles suborbitalis